# Glacera d'Aneto
La glacera d'Aneto és la glacera més gran dels Pirineus. Se situa al municipi de Benasc, a la comarca aragonesa de la Ribagorça. Ocupa 90 hectàrees de superfície amb 50 metres de gruix màxim. La seva morrena terminal ha donat lloc a un caòtic entremat de roques als seus peus que dificulten notablement l'ascensió a la tardor i a la primavera, quant la neu tan sols cobreix una fina capa. No obstant, actualment, el desplaçament dels seus gels s'ha reduït considerablement, i ara les esquerdes de la superfície no arriben a la perillositat de segles enrere. És possible que en un futur proper aquesta glacera quedi dividida en dues parts, quan se separi la massa pròxima al cim de la que s'estén al peu de Corones.